# Matador Mamani
Franklin El Matador Mamani (La Paz, Bolivia; 1978), conocido deportivamente como el Matador. Es un boxeador boliviano, exmiembro de la  Policía boliviana, con 166 cm de estatura, 61 kg, una pegada con más de 200 kilogramos de potencia, guantes rojos de ocho onzas (227 g) y  ha sido denominado uno de los mejores campeones pesados de Bolivia como también al resto de Sudamérica. 
Su padre fue el ex pugilista Pablo Mamani. 
Participó en los Juegos Panamericanos de 2007 en Río de Janeiro, pero lamentablemente en este evento deportivo perdió tras caer ante un boxeador canadiense, en plena competencia quedó lesionado y sin finalizar el tiempo determinado, tuvo que ser suspendido.

## Corona de la categoría ligero
En 2008 ganó el primer lugar de la categoría ligero de la Federación Bolivariana de Boxeo, y en 2009 el exluchador Walter Tataque Quisbert aceptó ser el nuevo promotor del pugilista  para efectuar la defensa de su título para el mes de febrero de 2009.

## Polémicas
Otro escándalo desatado cuando agredió sin motivo alguno a reporteros que fueron que hacer un reportaje acerca del entrenamiento y otro también fue cuando hubo un discutido fallo de los jueces que ayudó a Freddy el Matador, cuando se adjudicó el título ligero de la Federación Bolivariana de Boxeo frente al peruano Alexander “El Maravilloso” Tanchiva, ya que en pleno combate, ambos protagonizaron la noche de un día sábado en el coliseo cerrado Julio Borelli Viteritto  Archivado el 30 de septiembre de 2008 en Wayback Machine..